# Blue Summer (A Song Sung Blue)
Pour plus de détails, voir Fiche technique et Distribution.
Blue Summer (A Song Sung Blue) ( Xiao bai chuan《小白船》 en Chine) est un film chinois sorti au cinéma en France le 20 mars 2024. C'est le premier film de la réalisatrice Gěng Zi-Hán,.

## Synopsis
Le film suit Liu Xian, une jeune fille introvertie de 15 ans. Au début de l'été, sa mère lui annonce partir un an en Afrique, afin de participer à un programme d'échange organisé par l'hôpital dans lequel elle travaille en tant que médecin.
Liu Xian part donc passer l'été chez son père, qui tient un studio de photo. Son père emploie une femme veuve dont la fille Jin Mingmei est âgée de 18 ans.
Elles deviennent vite amies après s'être rencontrées. Jin Mingmei, du fait de sa beauté et de son charisme, semble attirer beaucoup de gens autour d'elle. Elle fréquente notamment un homme marié plus âgé.
Liu Xian ne reste pas insensible à ce charme et tombe amoureuse de Jin Mingmei. Le film suit leur aventure durant l'été, à la fin duquel Jing Minmein disparaît sans explication particulière.
Les deux jeunes filles se revoient durant l'hiver suivant, et le film se clôture par le départ de Jin Mingmei et de sa mère pour la Corée et le retour de la mère de Liu Xian.

## Nominations et récompenses
Le film est présenté à la Quinzaine des cinéastes du Festival de Cannes 2023. Il était en compétition pour la Caméra d'Or et la Queer Palm. Il remporte aussi le grand prix du festival Nouvelles Vagues de Biarritz.

## Fiche technique
- Titre original : Xiǎo bái chuán (Chine)
- Titre international : Blue Summer
- Langues: mandarin et coréen
- Réalisation: Gěng Zi-Hán
- Scénario: Liú Yì-Níng
- Montage: Matthieu LACLAU et Tsai Yann-Shan
- Musique originale: Zijia Huang et Hank Lee
- Direction de la photographie: Hao Jiayue
- Pays de production: Chine
- Production: The Seventh Art Pictures
- Sortie française: le 20 mars 2024
- Distribution en France: Bodega Films[5],[6]

## Distribution
- Zhōu Měi-Jūn : Liu Xian
- Huáng Zǐ-Qí (Kay Huang) : Jin Minglei
- Liáng Jìng : La mère de Liu Xian
- Liáng Lóng: Le père de Liu Xian
- Liu Lianji: La mère de Jing Mingmei
- Lù Xīng: Cui Taixiong, ami de Jin Mingmei
- Zhāng Xīn-Yuán: Chen Rui, amie de Jin Mingmei
- Zhū Hóng-Jiā: Zhang Shun, l'amant de Jin Mingmei
- Li Xia: L'ex-femme de Zhang Shun
- Liu Yu: le professeur de chant de Liu Xian[7]